# NGC 7569
NGC 7569 is een spiraalvormig sterrenstelsel in het sterrenbeeld Pegasus. Het hemelobject werd op 6 september 1886 ontdekt door de Amerikaanse astronoom Lewis A. Swift. De eigenaardige vorm van dit stelsel heeft ervoor gezorgd dat het de bijnaam Little starfish heeft gekregen (Kleine zeester).

## Synoniemen
- UGC 12472
- MCG 1-59-26
- ZWG 406.41
- 3ZW 100
- IRAS 23142+0838
- PGC 70914